# 레이 틸
레이 틸(Ray Teal, 1902년 1월 12일 ~ 1976년 4월 2일)은 미국의 밴드리더, 지휘, 배우, 텔레비전 배우, 영화배우이다.

## 방송
- 보난자

## 영화
- 진정한 해방 (1970년)
- 아다 (1961년)
- 뉘른베르크의 재판 (1961년)
- 보난자 (1959년)
- 선셋 77번가 (1958년)
- 콜트45 (1957년)
- 선다운의 결전 (1957년)
- 검은 태양은 밝아온다 (1957년)
- 샤이안 (1955년)
- 필사의 도망자 (1955년)
- 인디언 전사 (1955년)
- 디즈니랜드 (1954년)
- 어바웃 미스터 레슬리 (1954년)
- 럭키 미 (1954년)
- 사악한 경찰 (1954년)
- 달려라 래시 (1954년)
- 와일드 원 (1953년)
- 점핑 잭스 (1952년)
- 포획된 도시 (1952년)
- 캐리 (1952년)
- 비장의 술수 (1951년)
- 맨 (1950년)
- 건 크레이지 (1950년)
- 아스팔트 정글 (1950년)
- 론 레인저 - 49년 시리즈 (1949년)
- 오, 아름다운 인형 (1949년)
- 원스 모어 마이 다링 (1949년)
- 잇 해펀스 에브리 스프링 (1949년)
- 위스퍼링 스미스 (1948년)
- 몬테 크리스토 백작 (1948년)
- 블랙 애로우 (1948년)
- 잔인한 힘 (1947년)
- 드리프트우드 (1947년)
- 마이 페이버릿 브뤼넷 (1947년)
- 노스웨스트 아웃포스트 (1947년)
- 추적 (1947년)
- 더 베스트 이어스 오브 아워 리브스 (1946년) - 미스터 몰렛 역
- 더 미싱 레이디 (1946년)
- 낯선 여인 (1946년)
- 틸 더 클라우즈 롤 바이 (1946년)
- 하비 걸 (1946년)
- 우리 생애 최고의 해 (1946년)
- 백 투 바탄 (1945년)
- 다이아몬드 호슈즈 (1945년)
- 닻을 올리고 (1945년)
- 어롱 케임 존스 (1945년)
- 늑대인간의 울음 (1944년)
- 수영하는 미녀 (1944년)
- 헐리우드 캔틴 (1944년)
- 옛날 옛적 (1944년)
- 싸우잰드 치어 (1943년)
- 노스 스타 (1943년)
- 돈 윈슬로 오브 더 네이비 (1942년)
- 여성의 해 (1942년)
- 언홀리 파트너스 (1941년) - 웨이터 역
- 데이 멧 인 봄베이 (1941년)
- 그린 호넷 2 (1941년)
- 요크 상사 (1941년)
- 미인극장 (1941년)
- 멜로디 랜치 (1940년)
- 뉴 문 (1940년)
- 기브 미 어 세일러 (1938년)
- 돌아온 조로 (1937년)